# Rosie Reyes
Rosie Reyes Darmon (Cidade do México, 23 de março de 1939 – 4 de janeiro de 2024) foi uma tenista profissional mexicana.
Reconhecida como uma das melhores tenistas mexicana de todos os tempos. Rosie ganhou um Grand Slam em Duplas e medalha de ouro nos Jogos Pan-Americanos: em simples e duplas (2 ouro).

## Grand Slam Finais

### Duplas: 3 jogos (1 título e 2 vices)
| Posição | Ano  | Campeonato               | Piso   | Parceira        | Oponentes                       | Placar        |
| Vice    | 1957 | French Championships     | Saibro | Yolanda Ramírez | Shirley Bloomer Darlene Hard    | 5–7, 6–4, 5–7 |
| Campeã  | 1958 | French Championships (1) | Saibro | Yolanda Ramírez | Mary Hawton Thelma Long         | 6–4, 7–5      |
| Vice    | 1959 | French Championships     | Saibro | Yolanda Ramírez | Sandra Reynolds Renee Schuurman | 6–2, 0–6, 1–6 |

### Duplas Mistas: 1 jogo (1 vice)
| Posição | Ano  | Campeonato    | Piso   | Parceiro      | Oponentes                       | Placar   |
| Vice    | 1974 | Roland Garros | Saibro | Marcello Lara | Martina Navratilova Iván Molina | 3–6, 3–6 |

## Jogos Pan-Americanos

### Simples: 1 medalha (1 ouro)
| Posição | Ano  | Campeonato       | Oponente        | Placar        |
| Ouro    | 1955 | Cidade do México | Yolanda Ramírez | 8–6, 2–6, 6–3 |

### Duplas: 2 medalhas (1 ouro e 1 prata)
| Posição | Ano  | Campeonato       | Parceira        | Oponentes                     | Placar        |
| Ouro    | 1955 | Cidade do México | Yolanda Ramírez | Edda Buding Graciela Lombardi | 6–1, 6–3      |
| Ouro    | 1959 | Chicago          | Yolanda Ramírez | Althea Gibson Karol Fageros   | 6–8, 7–5, 6–1 |

### Duplas Mistas: 1 medalha (1 ouro)
| Posição | Ano  | Campeonato       | Parceiro            | Oponentes                       | Placar   |
| Prata   | 1955 | Cidade do México | Francisco Contreras | Gustavo Palafox Yolanda Ramírez | 1–6, 2–6 |